# 리치 인터넷 애플리케이션
리치 인터넷 애플리케이션(Rich Internet Application; RIA)은 웹 애플리케이션의 장점은 유지하면서 기존 웹 브라우저 기반 인터페이스의 단점인 늦은 응답 속도, 데스크톱 애플리케이션에 비해 떨어지는 조작성 등을 개선하기 위한 기술의 통칭이다. 즉, 별도의 설치가 필요 없는 웹 브라우저 기반의 애플리케이션 배포 장점과 서버 측 웹 서비스와의 연동, 마크업 언어 기반의 선언적 애플리케이션 구성 등은 유지하면 서 데스크톱 애플리케이션과 대등한 사용자 경험을 주는 것을 목표로 하는 기술이다.
흔히 어도비 플래시 기반 플렉스나 마이크로소프트 실버라이트, 자바FX 등 별도의 런타임 시스템을 가진 기술을 지칭하는 용어로 사용되나 웹 브라우저에서 실행되는 애플리케이션의 사용자 인터페이스를 향상하는 기법인 Ajax, 사용자 인터페이스 관점에서 많은 발전을 가져올 HTML의 다음 버전인 HTML5 등에 기반한 애플리케이션을 지칭하기도 한다. 별도의 런타임 시스템을 가진 기술의 경우 애플리케이션은 브라우저 내에서 플러그인으로 실행되기도 하고 단독으로 실행되는 경우도 있다. 이 같이 "리치 인터넷 애플리케이션"이라는 개념은 정확한 정의가 있다기 보다는 다소 모호하고 넓은 의미로 사용되고 있다.

## 시장 상황
대한민국에서는 "X 인터넷" 솔루션이라 많이 불리지만, 전 세계적으로 RIA라는 표현을 많이 사용하고 있다. 국내에서는 국산 제품들이 많이 레퍼런스를 확보하고 있는 추세이고, 리서치 기관이 예상하는 이 분야 강자인 어도비 시스템즈사 제품이나 마이크로소프트사 제품은 아직 많은 레퍼런스를 확보하고 있지 못한 상황이다.

## 역사
"리치 인터넷 애플리케이션"이라는 용어는 2002년 매크로미디어(2005년 어도비 시스템즈에 합병)의 2002년 3월 플래시 MX 제품 백서에 처음 등장했다. 흔히 "리치 인터넷 애플리케이션" 개념의 효시로 포레스터 리서치의 CEO인 조지 콜로니(George Colony)가 2000년 10월 "My View: X Internet"이라는 단문에 언급한 "X 인터넷"이라는 개념을 꼽기도 한다.(원문은 링크 소실) 하지만 원문의 내용은 현재 "리치 인터넷 애플리케이션"과는 달리 자바의 초기 비전처럼 브라우저 같은 틀이 없이 실행 가능한 코드가 날아 다니는 것에 더 가까워 직간접적으로 브라우저와 연계를 가지고 있는 현재의 "리치 인터넷 애플리케이션" 구현과는 다소 차이가 있다.

## 제품
- 에어(AIR) : 미국 어도비 시스템즈
- 실버라이트 : 미국 마이크로소프트
- 자바FX : 미국 오라클
- eXria : 한국 토마토시스템
- 이노싱크, 가우스(GAUCE), XENA : 한국 쉬프트정보통신
- XPLATFORM : 한국 투비소프트
- RIA : 한국 액츠원 보관됨 2011-07-22 - 웨이백 머신
- TrustForm Soonsu : 한국 컴스퀘어
- 프로웹 : 한국 티맥스소프트
- Curl : 미국 Curl, Inc. 한국 Qti International, Inc.

## 같이 보기
- 윈도우 프레젠테이션 파운데이션
- ZK 프레임워크
- 어도비 플렉스